# Dugo Selo
Dugo Selo  è una città della Croazia di 14 300 abitanti della Regione di Zagabria.
È situata a circa 20 km dal centro cittadino di Zagabria.